# 哈里·R·杜鲁门
哈里·R·杜鲁门（Harry R. Truman，1896年10月30日—1980年5月18日）是美国华盛顿州居民，生前居住在圣海伦火山附近，还在山脚旁的斯皮里特湖畔开有圣海伦火山旅馆并亲自经营。1980年圣海伦火山爆发数月前，他拒绝遵守政府发布的撤离令并因此成为民间勇者。火山爆发后，他的旅馆被奔腾而过的火山碎屑流淹没至46米深。
杜鲁门在火山爆發後失蹤，遗体一直没有找到，推定已经死亡。亲朋好友认为他深爱那里的山水，这样的结局也算死得其所。1981年的文献纪录片《圣海伦》请来他最喜欢的演员亚特·卡尼扮演杜鲁门，亲人很快为他出书立传，仅一年就有上百首纪念他的歌曲面世。圣海伦火山周边有各种以他为主题的纪念品出售，还有地点以他命名。

## 个人经历
杜鲁门于1896年10月在西維吉尼亞州出生，父母都是护林员。他不记得确切的出生日期，只是自定在30日:350。一些不同时期的来源称他的中间名叫“兰德尔”（Randall）:16，但据本人表示，他跟那个总统本家一样不知道自己的中间名，只知道开头是字母:4。
面对太平洋西北地区廉价土地和木材行业极其兴旺的诱惑，杜鲁门一家西迁至华盛顿州，在刘易斯县东部定居并获得65公顷农田。杜鲁门在莫西罗克念高中，然后于1917年8月加入陆军，在第100航空中队第七小队受训成为航空机械师，第一次世界大战爆发后奔赴法国前线。服役期间，他因特立独行的性格受伤:350。前往欧洲途中，他所乘的运兵船图斯卡尼亚号客轮（Tuscania）在爱尔兰近海被德军U型潜艇的鱼雷击沉。1919年6月，杜鲁门光荣退役，然后开始探矿，但未能实现发家致富的目标。此后他一度走私，在禁酒时期把酒从旧金山偷运到华盛顿州。:350后来他返回华盛顿州奇黑利斯开办修车行和加油站，并迎娶锯木厂业主之女海伦·艾琳·休斯（Helen Irene Hughes），两人育有一女:16。

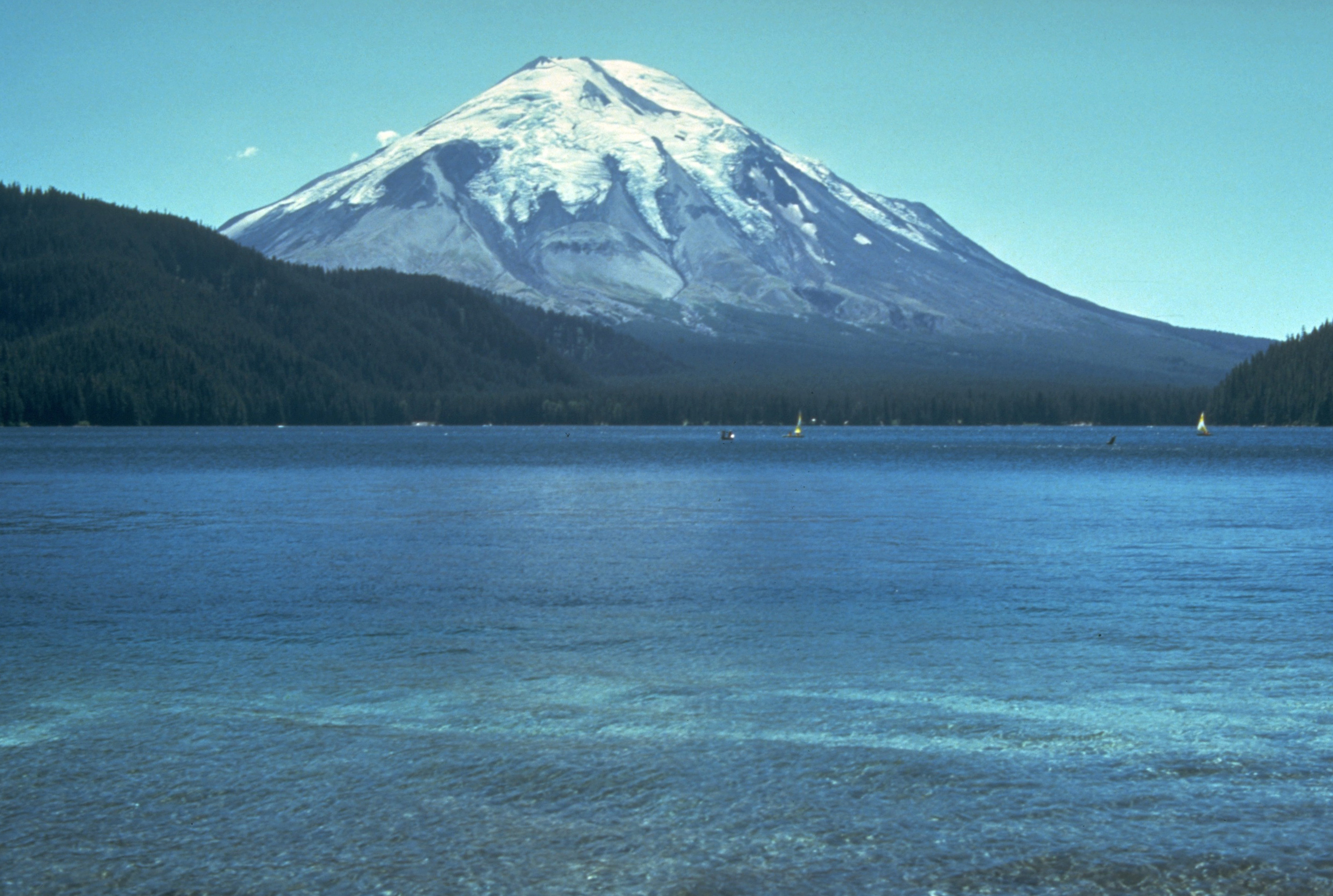
1980年爆发前的圣海伦火山及山下的斯皮里特湖

几年后，杜鲁门对现代文明生活感到厌烦，他向北太平洋铁路公司租下20公顷位于圣海伦火山附近旷野的土地，可以俯瞰斯皮里特湖（Spirit Lake）:350。圣海伦火山位于华盛顿州斯卡梅尼亚县，属复式火山而且依然活跃。杜鲁门就在山脚定居，开办加油站和杂货店为生:17，之后在斯皮里特湖出口附近办起圣海伦火山旅馆:350并持续经营52年。

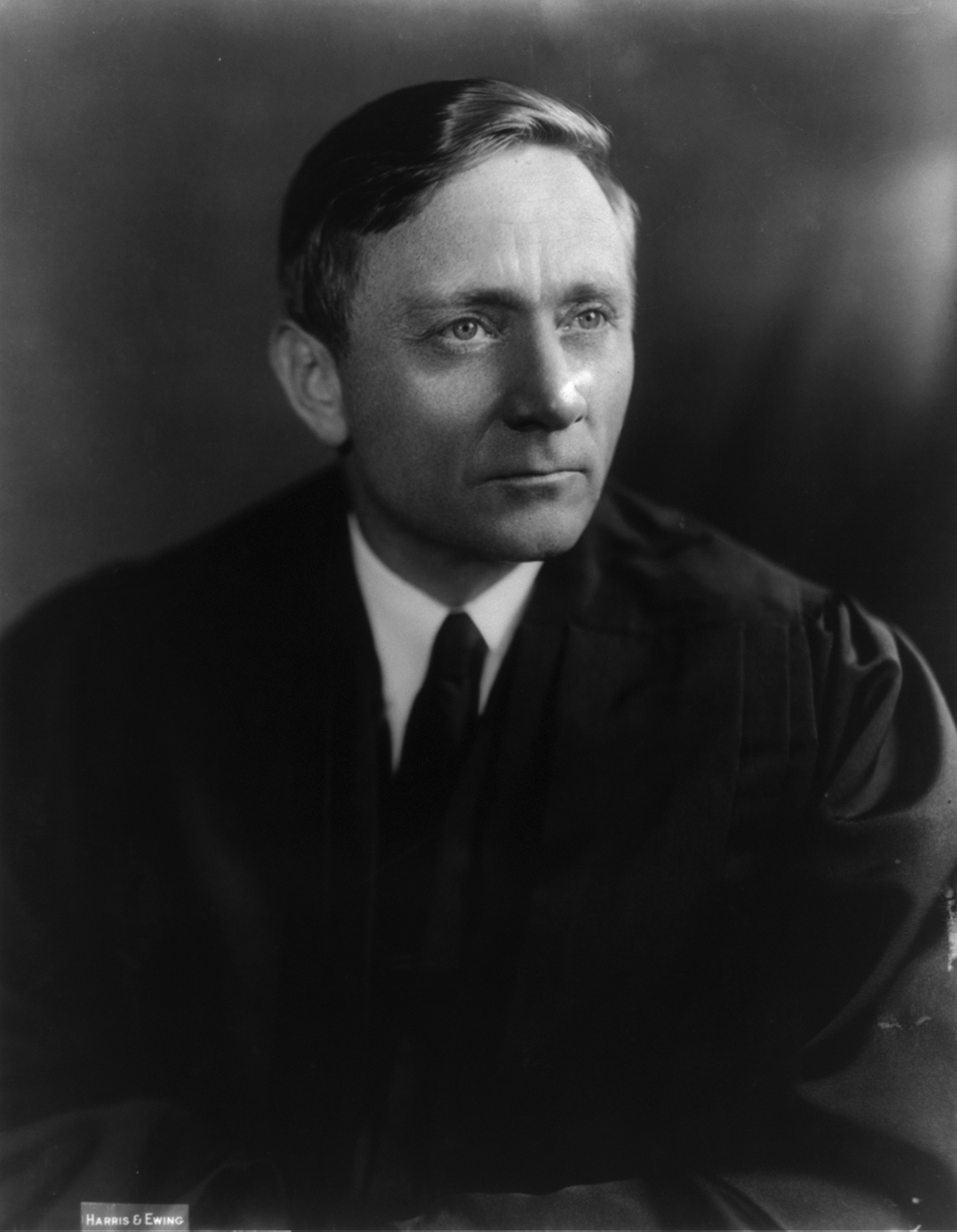
杜鲁门经营旅馆期间一度拒绝接待美国最高法院大法官威廉·道格拉斯（图），但在得知对方身份后追上道格拉斯并说服他留下来。

同海伦离婚后，杜鲁门于1935年再娶玛乔丽·贝内特（Marjorie Bennett）。这次婚姻很短暂，报道称他在吵架时一度把不会游泳的妻子扔进斯皮里特湖。再度离婚后，杜鲁门开始同当地某女子约会，但最终迎娶的却是她姐姐埃德娜·亨里克森（Edna O. Henrickson），不过他并不称夫人“埃德娜”，而是叫“埃迪”（Eddie）:17–19。两人婚后一起经营旅馆:2，直至1978年埃德娜因心脏病发撒手人寰:20。
杜鲁门脾气古怪，因此在圣海伦火山地区臭名昭著，他曾把护林员灌醉，目的只是要烧掉一堆刷子:350。他在美国国家公园管理局的责任范围偷猎并盗取砾石，还佩戴伪造的狩猎监督官徽章在印第安人领地钓鱼。当地护林员虽然知道他这些行径，但始终没能抓到现行。华盛顿州政府一度修改营业税率，但杜鲁门毫不理会，依然按旧税率收费。曾有税务机构雇员租船后不愿按他要求的税率付款，结果被杜鲁门推进湖里。:351
杜鲁门经常出口成脏，有一辆1957年产的粉红色凯迪拉克，爱喝可口可乐和申利（Schenley Industries）鸡尾酒威士忌。他喜欢谈论政治，据称很讨厌共和党、嬉皮士、小孩，而且特别厌恶老年人。经营旅馆期间，他曾拒绝接待美国最高法院大法官威廉·道格拉斯，但在得知他口中这个“老傻冒”（old coot）的真实身份后跑了约1600米追上对方，说服大法官回去住下。:3511978年夫人埃德娜过世后，杜鲁门关闭旅馆，此后仅靠夏季出租小船和木屋过活:2。

## 成名
1980年圣海伦火山爆发前两个月，杜鲁门多次在接受记者采访时声称政府过分夸大火山危险并由此成名，他对火山状况和自己的处境毫不感冒，称“要是火山爆发，我才懒得理。这里树木繁茂，我和火山还隔着斯皮里特湖，而且火山远在1600米外，它才伤不到我呢。”执法人员对他拒绝撤离之举深感愤怒，因为总有媒体记者跑到火山附近的禁区采访杜鲁门，这样只会威胁大家的人身安全。然而，杜鲁门依然坚定不移：“你就是派一队骡子来也休想把我拉走，那座山和杜鲁门是一体的。”:351
杜鲁门告诉记者，他曾在床上被地震惊醒，所以拿着床垫到地下室睡，而且为了能好好休息还会穿上马刺:5。面对关心他安全的公众，杜鲁门抱以嘲笑，对声称火山很危险的科学家态度更加恶劣：“火山已经喷了一堆东西，却一点也没伤到我的地盘，但这些狗娘养的地质学家满嘴乱说八道，就是不肯听取我这老一辈的经验之谈”:351。
杜鲁门的挑衅言辞令他成为民间勇者，许多以他为主题的歌曲和儿童诗歌面世。俄勒冈州塞勒姆一群儿童给他寄去条幅，上书“哈里——我们爱你”，杜鲁门看到后感动不已，经《国家地理》杂志赞助乘直升机前往塞勒姆看望他们:352:5。他还收到许多粉丝来信，甚至有几封向他求婚。密歇根州杰纳西县大布兰克（Grand Blanc）一群五年级学生写来的信让他感动落泪，他在回信中附上一些火山灰，火山爆发后这些学生把火山灰卖掉，用得来的钱买花送给他的家人:352。
杜鲁门引起媒体狂热，一度登上《纽约时报》和《旧金山调查者》（The San Francisco Examiner）头版，还引起《国家地理》、合众国际社和《今天》的关注:351–352。许多知名杂志刊登他的个人资料，如《时代》、《生活》、《新闻周刊》、《田野与溪流》（Field & Stream）和《读者文摘》。历史学家理查德··斯拉塔（Richard W. Slatta）在书中写道：“他态度暴虐、言辞粗鲁，热愛户外活动，以激烈手段保持独立……这些特点把他变成媒体钟爱的民间勇者。”:352在斯拉塔看来，强硬的个性和对自然力量的态度是杜鲁门成名的重要原因，针对他的采访为有关圣海伦火山的新闻报道加入与众不同的“色彩”:349–350。斯拉塔还称，媒体已经把杜鲁门变成不朽的人物，身上“点缀着许多西方勇者的特质”，而且媒体的持续关注一定程度上已经创造出与本人真实性格完全不同的人物形象:350。

## 遇难
随着火山越来越可能随时爆发，州政府官员试图把当地人员全部撤离，仅留下少量科研和安全人员。5月17日，他们最后一次尝试说服杜鲁门转移，但依然是白费工夫。火山于次日早上爆发，北侧山体完全坍塌。此时他一人待在旅馆，与自己养的16只猫为伴，估计他就在5月18日的爆发期间遇难。據推測，杜鲁门可能在感到疼痛前死于热休克，随后尸体被汽化。火山爆发引起有纪录以来最大规模的山崩，不断掉落的山体上还有火山碎屑流奔腾而过，几乎一瞬间就把斯皮里特湖地区吞没，湖泊基本消失，杜鲁门的旅馆也被埋在46米的火山碎屑下。当局始终未能找到他的遗体，估计他的猫也都在几乎同一时间死亡。杜鲁门把这些猫视为家人，几乎每次公开讲话时都会提到它们。
许多朋友希望杜鲁门能活下来，因为他曾表示在某废弃矿井留有食物和酒，一旦火山真的爆发就会前去躲避，但事发太过突然，在没有及时预警的情况下，他基本不可能在火山碎屑流冲到旅馆前（只有不到一分钟时间）逃进矿井:2。他的姐姐格里·怀廷（Geri Whiting）表示难以接受弟弟去世：“我是觉得他逃不出来，但除非让我去现场亲眼看看，看到哈里的旅馆没了，或许我才会相信他真的死了”。杜鲁门的侄女雪莉·罗森（Shirley Rosen）还称，叔叔起初以为能逃过火山爆发，但没想到会发生侧向爆发。罗森还称，她姐姐曾拿给叔叔一瓶波旁威士忌，想要说服他离开，但他当时很害怕，不敢喝酒，因为他能感觉到晃动，却不能肯定到底是地震还是自己在发抖。1980年9月14日，杜鲁门的遗物作为纪念品向崇拜他的人拍卖。

## 影响

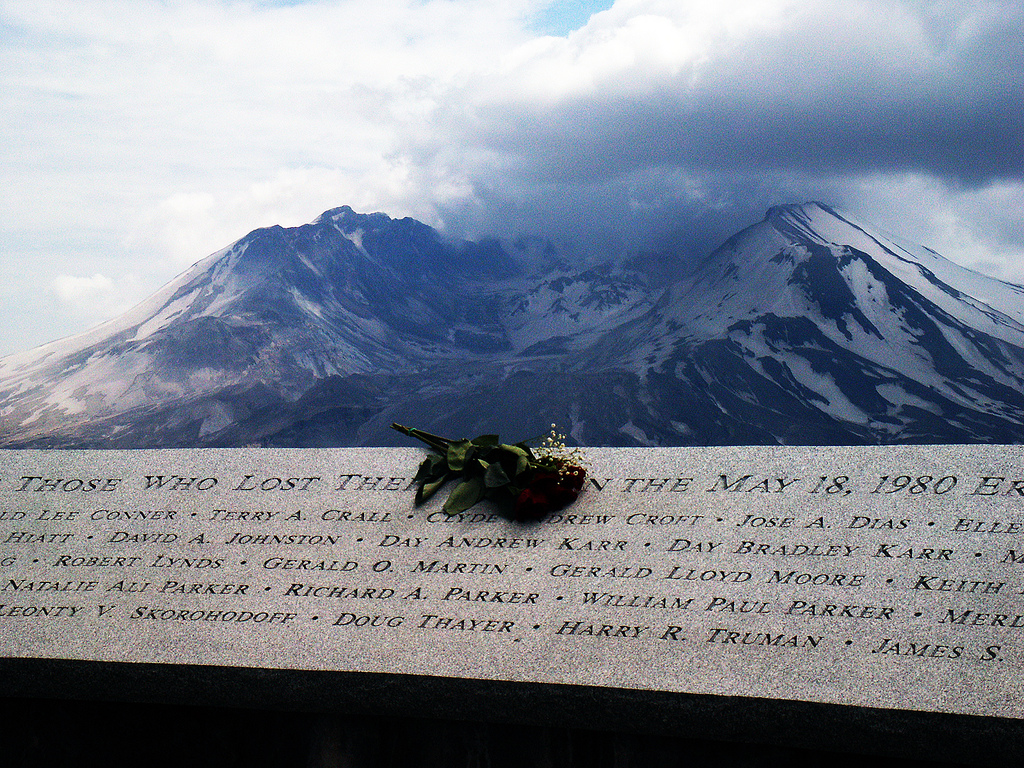
5月18日大爆发遇难者的纪念牌匾上刻有杜鲁门的名字（右下角），远方的背景就是圣海伦火山

杜鲁门因拒绝撤离成为民间勇者。《哥伦比亚人》（The Columbian）评价：“凭着那耳熟能详的名字和‘老子就是不走’的态度，杜鲁门就是专为黄金时段节目准备的民间勇者”。亲朋好友觉得他为人武断，朋友约翰·加里蒂（John Garrity）还称：“那山那湖就是他的命根子。要是他真走了，看到火山把湖给毁了一样会要他的命。他总说想死在斯皮里特湖，现在也算死得其所啦”。杜鲁门的侄女罗森表示：“他以前常说，那是他的山，他的湖，就像他的双手和双腿。要是看到那里现在成了什么样子，我觉得他肯定挺不下去”。他的表兄弟理查德·艾斯（Richard Ice）认为，杜鲁门死前小有名气的时期就是“他一生登峰造极的时刻”。
1981年，杜鲁门侄女罗森的著作《圣海伦的杜鲁门：其人其山》（Truman of St. Helens: The Man and His Mountain）出版，同年出版的《哈里·杜鲁门的传奇》（The Legend of Harry Truman）是他姐姐格里·怀廷的作品。1981年的文献纪录片《圣海伦》（St. Helens）请来亚特·卡尼扮演杜鲁门，这也是他最喜欢的演员。火山周边地区有以杜鲁门为主题的纪念品出售，包括帽子、图片、海报和明信片。阿拉斯加州安克拉治一家餐馆以他命名，提供的菜色包括“哈里的热熔辣椒”（Harry's Hot Molten Chili）。《华盛顿星报》称，截至1981年，纪念杜鲁门的歌曲已有上百首，甚至还有纪念专辑《哈里·杜鲁门的音乐传奇——圣海伦火山歌曲特别珍藏》（The Musical Legend Of Harry Truman — A Very Special Collection Of Mount St. Helens’ Volcano Songs）。2007年，爱尔兰乐队头饰（Headgear）创作并录制的歌曲《哈里·杜鲁门》问世。1980年，罗恩·肖（Ron Shaw）和沙漠之风乐队录制卢拉·贝尔·加兰（Lula Belle Garland）创作的歌曲《哈里与山的传奇》（The Legend of Harry And The Mountain），同年音乐人罗恩·艾伦（Ron Allen）和史蒂夫·阿斯普伦德（Steve Asplund）也写出乡村摇滚歌曲《哈里·杜鲁门，你的精神永存》（Harry Truman, Your Spirit Still Lives On）。1993年，比利·乔纳斯（Billy Jonas）在歌曲《老圣海伦》（Old St. Helen）中讲述杜鲁门的事迹。
圣海伦火山部分地名也与他有关，如杜鲁门小道和哈里岭。华盛顿州岩堡市建起哈里··杜鲁门纪念公园，但如今已更名岩堡狮子会志愿者公园。